# Anastase IV
Pour les articles homonymes, voir Anastase.
Anastase IV, né Corrado del Suburra,  à Rome vers 1073, est le 168e pape de l’Église catholique. Couronné pape le 12 juillet 1153, il meurt le 3 décembre 1154. Il est membre des chanoines réguliers de Saint Ruf.

## Biographie
Âgé au moment de son élection, il a une grande expérience des affaires de la curie et fait preuve de ses compétences comme vicaire du Saint-Siège en temps de crise. Durant son pontificat, il peut résider à Rome et a de bonnes relations avec les autorités civiles.
Il fait restaurer le Panthéon de Rome et confirme les privilèges de l’ordre de Saint-Jean de Jérusalem (Hospitaliers). Il met fin à la querelle au sujet de l’élection du siège d’York et se montre modéré dans ses relations avec l’empereur Frédéric Barberousse. Il obtient de la Suède le paiement du denier de Saint-Pierre.
Ayant fait preuve d’une grande charité durant une famine à Rome, il est apprécié par la population et, à sa mort en décembre 1154, est inhumé au Latran qu’il avait embelli.